# Prinsessan Marie av Baden
Marie av Baden, född 11 oktober 1817 i Karlsruhe och död 8 oktober 1888 i Baden-Baden, var en badisk prinsessa.

## Biografi
Marie var kusin till kejsar Napoleon III, och var en offentlig figur i det andra kejsardömets Frankrike, där hon ofta visade sig vid kejsarens sida i offentliga sammanhang, i varje fall under de första åren av hans regeringstid.
Marie föddes som dotter till storhertig Karl av Baden och kejsar Napoleons I adoptivdotter prinsessan Stephanie av Frankrike. Hon gifte sig i Mannheim 1843 med William Douglas-Hamilton, (1811–1863), 11:e hertig av Hamilton och Brandon. De blev bland annat föräldrar till lady Mary Douglas-Hamilton, som en tid var gift med Albert I av Monaco.